# 革從時
革從時（1443年—？年），字用中，四川成都後衛軍籍重慶府巴縣人，明朝政治人物。

## 生平
行九，治《書經》，由國子生中式四川鄉試第□十八名舉人，年三十六歲中式成化十四年戊戌科會試第七名，第二甲第十九名進士。

## 家族
曾祖革仕□，□□；祖革文通；父革思義；前母何氏；前母□氏；母黃氏。兄□；榮；英；良；宣；貫；□；寧。